# Mt. Washington, des del llac Sebago
El Mont Washington, des del llac Sebago, que té per títol original en anglès Mt.Washington from Lake Sebago, Maine, és el tema de diverses obres de Jasper Francis Cropsey. Cropsey fou un important pintor paisatgista estatunidenc de l'Escola del Riu Hudson.

## Introducció
Al llarg de la seva carrera artística com a pintor, J.F.Cropsey va realitzar les seves obres basant-se tant en les tècniques, en els models de composició, com en les temàtiques dels seus companys, com a models per anar definint el seu propi estil pictòric. En la seva primera etapa va imitar Thomas Cole, la qual cosa es va palesa en obres com High Torne Mountain (1850). En una segona etapa, J.F.Cropsey va adaptar les formes de composició d'aquells anys de Frederic Edwin Church, realitzant diverses obres de mida gran i imatges més espectaculars.
El 1869, va traslladar-se amb la seva família a una casa que va dissenyar a Warwick (Estat de Nova York). Va reviure la seva pràctica d'arquitecte i va experimentar amb una varietat d'estils de paisatge, alguns tan detallats i vigorosament representats com els de la seva primera etapa, altres amb formes més generalitzades i amb grans extensions obertes de celatge i aigua.
Durant la dècada dels 70, Cropsey va experimentar l'ultim gran canvi estilístic en la seva carrera, ara infuenciat per Sanford Robinson Gifford i per John Frederick Kensett, acostant-se al Luminisme nord-americà. Va reduir els aspectes narratius de les seves composicions i va emfatitzar la serenitat de la Natura, realitzant imatges homogènies i lliures de conflictes.

## Tema de l'obra
El llac Sebago és el llac més profund i el segon més gran de l'estat de Maine, al Comtat dels Estats Units de Cumberland. El llac té 96 metres de profunditat en el seu punt més profund, amb una profunditat mitjana de 31 metres, cobreix uns 117 km² de superfície, té una longitud mitjana de 23 km i una longitud de costa d'aproximadament 169 km. La superfície està a uns 82 metres sobre el nivell del mar, de manera que el fons del llac es troba per sota del nivell del mar.

## Anàlisi de l'obra
Aquesta obra és important, perquè permet mostrar el pas de Jasper Francis Cropsey cap al seu darrer gran canvi estilístic. Tot i que encara no es pugui considerar una obra plenament luminista, és evident la gran importància donada a la llum, més propensa a amarar-ho tot, i al celatge, a l'horitzó i a l'aigua del llac, que tenen una importància que no tenien a les anteriors etapes d'aquest artista.